# オイシス
株式会社オイシス（英称：Oisis Corporation）は、兵庫県伊丹市に本社、兵庫県神戸市長田区に本店を構える、製パン、製菓、製麺および、ベーカリーの運営を手掛ける企業。コーポレート・スローガンは「毎日に、おいしい発見」。

## 事業・主なブランド
「ラ・メール」「キンキパン」「うまいもん関西」の3種のブランドで、菓子パン・調理パン、調理米飯、麺、惣菜、和洋菓子など約1000種の商品を製造し、スーパーマーケットやコンビニエンスストアなどの特約店約7,000店に納入している。
また、グループ会社とともに、ベーカリーショップ事業として「マザーバスケット」「アローム」「ロンドン」の3系列を展開している。
社名である「オイシス」（Oisis）の由来は、企業ポリシーの中の5つのキーワードから、Originality（独創性）・Improvement（品質向上）・Safety（安全性）・Impression（おいしい感動）・Satisfaction（満足）の頭文字を合わせた造語である。

## 沿革
- 1946年（昭和21年） - 兵庫県伊丹市で製パンの株式会社アロームが創業。
- 1948年（昭和23年） - 兵庫県神戸市長田区で製パンの近畿食品工業株式会社が創業。
- 1957年（昭和32年） - 大阪府高石市で富士屋株式会社が創業。
- 1963年（昭和38年） - 近畿食品工業が明石市に明石工場を建設し、近畿地方全体向けのパン製造販売を開始。
- 1986年（昭和61年） - 近畿食品工業が業務用パン卸売の子会社、株式会社神戸ロイヤルフーズを設立。
- 1987年（昭和62年） - 近畿食品工業が和菓子製造販売の子会社・株式会社八風堂および、損害保険代理店業務の子会社・株式会社オイシスエンタープライズを設立。
- 1990年（平成2年） - 近畿食品工業が西宮市に西宮工場を建設。
- 1992年（平成4年） - 近畿食品工業が加古川市に加古川工場を建設。
- 1994年（平成6年） - 近畿食品工業が神戸市兵庫区に神戸工場を建設。
- 1996年（平成8年） - 近畿食品工業が大阪府南河内郡美原町（現：堺市美原区）に南大阪工場を建設。
- 1997年（平成9年） - 近畿食品工業がアロームを傘下に入れる。
- 2000年（平成12年） - 近畿食品工業が富士屋を傘下に入れ、社名を株式会社オイシスに社名変更。
- 2005年（平成17年） - 株式会社サンジェルマンと業務提携。
- 2008年（平成20年） - 加古川市に、はりま工場を建設。
- 2013年（平成25年） - 滋賀県守山市に滋賀工場を建設。
- 2016年（平成28年） - 八風堂岡山工場がオイシス岡山工場に改組。
- 2018年（平成30年） - 創立70周年を記念し、伊丹工場に歴史資料室「史創室」を開設。
- 2020年（令和2年） - 岡山工場の建物を解体し[9]、和菓子生産ラインを明石工場に集約。

## 事業所
本店
兵庫県神戸市長田区東尻池町2-5-3
本部・伊丹工場・伊丹営業所
兵庫県伊丹市池尻2-23
伊丹工場の製造品目 - パン、洋菓子（焼菓子）、冷凍パン生地、米飯
明石工場・明石営業所
兵庫県明石市大久保町松陰246
明石工場の製造品目 - パン、サンドイッチ、冷凍パン生地、和菓子
高石工場
大阪府高石市高砂2-2-4
製造品目 - 業務用パン、冷凍パン生地
はりま工場
兵庫県加古川市平岡町高畑520-18
製造品目 - 洋菓子（チルドデザート・焼菓子）、チルド麺、サラダ、惣菜
加古川工場
兵庫県加古郡稲美町六分一1362-62
製造品目 - チルド麺、米飯
神戸工場
兵庫県神戸市兵庫区浜中町1-18-11
製造品目 - サラダ、惣菜
西宮工場
兵庫県西宮市東町1-12-22
製造品目 - サンドイッチ
南大阪工場
大阪府堺市美原区木材通2-1-12
製造品目 - サラダ、惣菜、サンドイッチ
滋賀工場
滋賀県守山市大門町390-1
製造品目 - チルド麺、洋菓子（チルドデザート）、和菓子

### 廃止された事業所
岡山工場
岡山県岡山市南区浦安本町51-3
製造品目 - 和菓子

## 子会社
- 株式会社アローム - 製パン、米飯製造、ベーカリーショップ「アローム」の運営。本社は兵庫県伊丹市池尻2-23。
- 富士屋株式会社 - 製パン、パン生地製造、ベーカリーショップ「ロンドン」の運営。本社は大阪府高石市高砂2-2-4。
- 株式会社神戸ロイヤルフーズ - 業務用製パン。本社は兵庫県明石市大久保町松陰246。
- 株式会社オイシスエンタープライズ - 保険代理業。本社は兵庫県伊丹市池尻2-23。